# Chi Rong đuôi chó
Chi Rong đuôi chó (danh pháp khoa học: Ceratophyllumm) là chi thực vật có hoa còn tồn tại duy nhất của Họ Rong đuôi chó (danh pháp: Ceratophyllaceae). Chi này phân bổ rộng khắp thế giới, nói chung hay được tìm thấy trong các loại ao, hồ, đầm lầy cũng như các dòng suối chảy chậm tại khu vực nhiệt đới và ôn đới và hay được thả trong các bể cá cảnh.
Các loài trong chi Ceratophyllum mọc hoàn toàn dưới mặt nước, thông thường (mặc dù không phải luôn luôn) trôi nổi trong môi trường sống của chúng. Thân cây có thể dài tới 1 m trong nhiều bể cá cảnh. Chúng không chịu được sự khô hạn. Tại các khoảng dọc theo các đốt của thân cây chúng sinh ra các vòng lá màu xanh lục sáng, thường là hẹp bản và tạo nhánh. Các lá phân nhánh này khá giòn và cứng. Chúng không có rễ, nhưng đôi khi phát triển các lá bị biến đổi có bề ngoài tựa như rễ, với mục đích neo đậu cả cây xuống đáy nước. Hoa nhỏ và không hấp dẫn, với hoa đực và hoa cái trên cùng một cây. Chúng sinh sống tốt trong môi trường nhiều ánh sáng. Mặc dù có thể sống được trong môi trường ít ánh sáng nhưng tốc độ phát triển rất chậm. Ở nhiệt độ thấp chúng cũng phát triển chậm và tạo ra các lá dày hơn, tạo ra bề ngoài giống như một loài khác. Trong ao hồ nó tạo thành các chồi dày vào mùa thu và chìm xuống đáy tạo ra cảm giác như thể nó bị sương giá làm chết nhưng khi mùa xuân đến thì các chồi này sẽ phát triển trở lại dạng thân dài và dần dần phủ kín ao hồ.
Việc nhân giống chúng khá dễ dàng. Chỉ với một mẩu nhỏ thân cây thì cuối cùng nó cũng sẽ phát triển thành một cây mới. Nó tiết ra các chất có độc tính đối với các loài tảo (hành vi cảm nhiễm) và trong điều kiện thích hợp với nó thì gần như nó ngăn cản một cách có hiệu quả sự phát triển của các loại tảo.
Do bề ngoài của chúng cũng như khả năng tạo ra nhiều oxy, nên người ta hay sử dụng chúng trong các bể nuôi cá cảnh.

## Quan hệ và phân loại

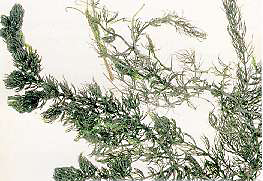
Ceratophyllum demersum

Các loài trong chi Ceratophyllum được coi là đủ đặc biệt để có thể xếp nó vào một họ riêng của chính nó là họ Ceratophyllaceae, mặc dù quan hệ chính xác của nó với các loài, chi, họ thực vật hạt kín khác vẫn chưa được sáng tỏ. Trong hệ thống Cronquist người ta cho rằng nó có quan hệ họ hàng gần với họ Súng (Nymphaeaceae) và đặt nó trong bộ Súng (Nymphaeales), nhưng các nghiên cứu gần đây đã chỉ ra rằng nó không có quan hệ họ hàng gần với họ Nymphaeaceae hay bất kỳ họ thực vật đang tồn tại nào khác. Một số nghiên cứu phát sinh loài ban đầu cho rằng nó là nhóm chị em với các thực vật hạt kín khác, nhưng các nghiên cứu mới hơn lại cho rằng nó hoặc là nhóm chị em với thực vật một lá mầm (monocots) hoặc là với thực vật hai lá mầm thật sự (eudicots). Hệ thống APG II đặt họ này trong bộ của chính nó với danh pháp khoa học là Ceratophyllales.
Sự phân chia họ này thành các loài vẫn chưa được giải quyết dứt điểm, nhưng người ta cho rằng có ít nhất là 5 loài chính là:
- Ceratophyllum demersum L. - rong đuôi chó thông thường hay rong đuôi chó cứng
- Ceratophyllum echinatum A.Gray - rong đuôi chó không gai
- Ceratophyllum muricatum Cham. -rong đuôi chó gai
- Ceratophyllum platyacanthum Cham.
- Ceratophyllum submersum L. – rong đuôi chó nhiệt đới hay rong đuôi chó mềm

Mặc dù có trên 30 tên gọi loài khác cũng đã được miêu tả, nhưng phần nhiều trong số này có lẽ chỉ là các biến thể của 5 loài nói trên. Trong số này, Ceratophyllum demersum là phổ biến rộng nhất, với sự phân bố toàn cầu; các loài khác chỉ sinh sống trong phạm vi hạn hẹp hơn. Tên gọi rong đuôi chồn hay cỏ khét đôi khi cũng được áp dụng cho một số loài trong họ này, chẳng hạn cho Ceratophyllum demersum.

## Phát sinh chủng loài
Vị trí phát sinh chủng loài hiện tại (dựa trên hệ thống APG III, với các sửa đổi sau đó) là:

|  | Chloranthales |
|  |               |
|  | Magnoliids    |
|  |               |

|  | Monocots                                                     |
|  |                                                              |
|  | \| \| Ceratophyllales \| \| \| \| \| \| Eudicots \| \| \| \| |
|  |                                                              |
|  | Ceratophyllales                                              |
|  |                                                              |
|  | Eudicots                                                     |
|  |                                                              |

|  | Ceratophyllales |
|  |                 |
|  | Eudicots        |
|  |                 |

|  | Chloranthales |
|  |               |
|  | Magnoliids    |
|  |               |

|  | Monocots                                                     |
|  |                                                              |
|  | \| \| Ceratophyllales \| \| \| \| \| \| Eudicots \| \| \| \| |
|  |                                                              |
|  | Ceratophyllales                                              |
|  |                                                              |
|  | Eudicots                                                     |
|  |                                                              |

|  | Ceratophyllales |
|  |                 |
|  | Eudicots        |
|  |                 |

|  | Chloranthales |
|  |               |
|  | Magnoliids    |
|  |               |

|  | Monocots                                                     |
|  |                                                              |
|  | \| \| Ceratophyllales \| \| \| \| \| \| Eudicots \| \| \| \| |
|  |                                                              |
|  | Ceratophyllales                                              |
|  |                                                              |
|  | Eudicots                                                     |
|  |                                                              |

|  | Ceratophyllales |
|  |                 |
|  | Eudicots        |
|  |                 |

|  | Chloranthales |
|  |               |
|  | Magnoliids    |
|  |               |

|  | Monocots                                                     |
|  |                                                              |
|  | \| \| Ceratophyllales \| \| \| \| \| \| Eudicots \| \| \| \| |
|  |                                                              |
|  | Ceratophyllales                                              |
|  |                                                              |
|  | Eudicots                                                     |
|  |                                                              |

|  | Ceratophyllales |
|  |                 |
|  | Eudicots        |
|  |                 |

|  | Chloranthales |
|  |               |
|  | Magnoliids    |
|  |               |

|  | Monocots                                                     |
|  |                                                              |
|  | \| \| Ceratophyllales \| \| \| \| \| \| Eudicots \| \| \| \| |
|  |                                                              |
|  | Ceratophyllales                                              |
|  |                                                              |
|  | Eudicots                                                     |
|  |                                                              |

|  | Ceratophyllales |
|  |                 |
|  | Eudicots        |
|  |                 |

|  | Chloranthales |
|  |               |
|  | Magnoliids    |
|  |               |

|  | Monocots                                                     |
|  |                                                              |
|  | \| \| Ceratophyllales \| \| \| \| \| \| Eudicots \| \| \| \| |
|  |                                                              |
|  | Ceratophyllales                                              |
|  |                                                              |
|  | Eudicots                                                     |
|  |                                                              |

|  | Ceratophyllales |
|  |                 |
|  | Eudicots        |
|  |                 |

|  | Chloranthales |
|  |               |
|  | Magnoliids    |
|  |               |

|  | Monocots                                                     |
|  |                                                              |
|  | \| \| Ceratophyllales \| \| \| \| \| \| Eudicots \| \| \| \| |
|  |                                                              |
|  | Ceratophyllales                                              |
|  |                                                              |
|  | Eudicots                                                     |
|  |                                                              |

|  | Ceratophyllales |
|  |                 |
|  | Eudicots        |
|  |                 |

|  | Chloranthales |
|  |               |
|  | Magnoliids    |
|  |               |

|  | Monocots                                                     |
|  |                                                              |
|  | \| \| Ceratophyllales \| \| \| \| \| \| Eudicots \| \| \| \| |
|  |                                                              |
|  | Ceratophyllales                                              |
|  |                                                              |
|  | Eudicots                                                     |
|  |                                                              |

|  | Ceratophyllales |
|  |                 |
|  | Eudicots        |
|  |                 |

|  | Chloranthales |
|  |               |
|  | Magnoliids    |
|  |               |

|  | Monocots                                                     |
|  |                                                              |
|  | \| \| Ceratophyllales \| \| \| \| \| \| Eudicots \| \| \| \| |
|  |                                                              |
|  | Ceratophyllales                                              |
|  |                                                              |
|  | Eudicots                                                     |
|  |                                                              |

|  | Ceratophyllales |
|  |                 |
|  | Eudicots        |
|  |                 |

|  | Chloranthales |
|  |               |
|  | Magnoliids    |
|  |               |

|  | Monocots                                                     |
|  |                                                              |
|  | \| \| Ceratophyllales \| \| \| \| \| \| Eudicots \| \| \| \| |
|  |                                                              |
|  | Ceratophyllales                                              |
|  |                                                              |
|  | Eudicots                                                     |
|  |                                                              |

|  | Ceratophyllales |
|  |                 |
|  | Eudicots        |
|  |                 |

|  | Chloranthales |
|  |               |
|  | Magnoliids    |
|  |               |

|  | Monocots                                                     |
|  |                                                              |
|  | \| \| Ceratophyllales \| \| \| \| \| \| Eudicots \| \| \| \| |
|  |                                                              |
|  | Ceratophyllales                                              |
|  |                                                              |
|  | Eudicots                                                     |
|  |                                                              |

|  | Ceratophyllales |
|  |                 |
|  | Eudicots        |
|  |                 |

|  | Chloranthales |
|  |               |
|  | Magnoliids    |
|  |               |

|  | Monocots                                                     |
|  |                                                              |
|  | \| \| Ceratophyllales \| \| \| \| \| \| Eudicots \| \| \| \| |
|  |                                                              |
|  | Ceratophyllales                                              |
|  |                                                              |
|  | Eudicots                                                     |
|  |                                                              |

|  | Ceratophyllales |
|  |                 |
|  | Eudicots        |
|  |                 |

|  | Chloranthales |
|  |               |
|  | Magnoliids    |
|  |               |

|  | Monocots                                                     |
|  |                                                              |
|  | \| \| Ceratophyllales \| \| \| \| \| \| Eudicots \| \| \| \| |
|  |                                                              |
|  | Ceratophyllales                                              |
|  |                                                              |
|  | Eudicots                                                     |
|  |                                                              |

|  | Ceratophyllales |
|  |                 |
|  | Eudicots        |
|  |                 |

|  | Chloranthales |
|  |               |
|  | Magnoliids    |
|  |               |

|  | Monocots                                                     |
|  |                                                              |
|  | \| \| Ceratophyllales \| \| \| \| \| \| Eudicots \| \| \| \| |
|  |                                                              |
|  | Ceratophyllales                                              |
|  |                                                              |
|  | Eudicots                                                     |
|  |                                                              |

|  | Ceratophyllales |
|  |                 |
|  | Eudicots        |
|  |                 |

|  | Chloranthales |
|  |               |
|  | Magnoliids    |
|  |               |

|  | Monocots                                                     |
|  |                                                              |
|  | \| \| Ceratophyllales \| \| \| \| \| \| Eudicots \| \| \| \| |
|  |                                                              |
|  | Ceratophyllales                                              |
|  |                                                              |
|  | Eudicots                                                     |
|  |                                                              |

|  | Ceratophyllales |
|  |                 |
|  | Eudicots        |
|  |                 |

|  | Chloranthales |
|  |               |
|  | Magnoliids    |
|  |               |

|  | Monocots                                                     |
|  |                                                              |
|  | \| \| Ceratophyllales \| \| \| \| \| \| Eudicots \| \| \| \| |
|  |                                                              |
|  | Ceratophyllales                                              |
|  |                                                              |
|  | Eudicots                                                     |
|  |                                                              |

|  | Ceratophyllales |
|  |                 |
|  | Eudicots        |
|  |                 |

|  | Chloranthales |
|  |               |
|  | Magnoliids    |
|  |               |

|  | Monocots                                                     |
|  |                                                              |
|  | \| \| Ceratophyllales \| \| \| \| \| \| Eudicots \| \| \| \| |
|  |                                                              |
|  | Ceratophyllales                                              |
|  |                                                              |
|  | Eudicots                                                     |
|  |                                                              |

|  | Ceratophyllales |
|  |                 |
|  | Eudicots        |
|  |                 |

|  | Chloranthales |
|  |               |
|  | Magnoliids    |
|  |               |

|  | Monocots                                                     |
|  |                                                              |
|  | \| \| Ceratophyllales \| \| \| \| \| \| Eudicots \| \| \| \| |
|  |                                                              |
|  | Ceratophyllales                                              |
|  |                                                              |
|  | Eudicots                                                     |
|  |                                                              |

|  | Ceratophyllales |
|  |                 |
|  | Eudicots        |
|  |                 |

|  | Chloranthales |
|  |               |
|  | Magnoliids    |
|  |               |

|  | Monocots                                                     |
|  |                                                              |
|  | \| \| Ceratophyllales \| \| \| \| \| \| Eudicots \| \| \| \| |
|  |                                                              |
|  | Ceratophyllales                                              |
|  |                                                              |
|  | Eudicots                                                     |
|  |                                                              |

|  | Ceratophyllales |
|  |                 |
|  | Eudicots        |
|  |                 |

|  | Chloranthales |
|  |               |
|  | Magnoliids    |
|  |               |

|  | Monocots                                                     |
|  |                                                              |
|  | \| \| Ceratophyllales \| \| \| \| \| \| Eudicots \| \| \| \| |
|  |                                                              |
|  | Ceratophyllales                                              |
|  |                                                              |
|  | Eudicots                                                     |
|  |                                                              |

|  | Ceratophyllales |
|  |                 |
|  | Eudicots        |
|  |                 |

|  | Chloranthales |
|  |               |
|  | Magnoliids    |
|  |               |

|  | Monocots                                                     |
|  |                                                              |
|  | \| \| Ceratophyllales \| \| \| \| \| \| Eudicots \| \| \| \| |
|  |                                                              |
|  | Ceratophyllales                                              |
|  |                                                              |
|  | Eudicots                                                     |
|  |                                                              |

|  | Ceratophyllales |
|  |                 |
|  | Eudicots        |
|  |                 |

|  | Chloranthales |
|  |               |
|  | Magnoliids    |
|  |               |

|  | Monocots                                                     |
|  |                                                              |
|  | \| \| Ceratophyllales \| \| \| \| \| \| Eudicots \| \| \| \| |
|  |                                                              |
|  | Ceratophyllales                                              |
|  |                                                              |
|  | Eudicots                                                     |
|  |                                                              |

|  | Ceratophyllales |
|  |                 |
|  | Eudicots        |
|  |                 |

|  | Chloranthales |
|  |               |
|  | Magnoliids    |
|  |               |

|  | Monocots                                                     |
|  |                                                              |
|  | \| \| Ceratophyllales \| \| \| \| \| \| Eudicots \| \| \| \| |
|  |                                                              |
|  | Ceratophyllales                                              |
|  |                                                              |
|  | Eudicots                                                     |
|  |                                                              |

|  | Ceratophyllales |
|  |                 |
|  | Eudicots        |
|  |                 |

|  | Chloranthales |
|  |               |
|  | Magnoliids    |
|  |               |

|  | Monocots                                                     |
|  |                                                              |
|  | \| \| Ceratophyllales \| \| \| \| \| \| Eudicots \| \| \| \| |
|  |                                                              |
|  | Ceratophyllales                                              |
|  |                                                              |
|  | Eudicots                                                     |
|  |                                                              |

|  | Ceratophyllales |
|  |                 |
|  | Eudicots        |
|  |                 |

|  | Chloranthales |
|  |               |
|  | Magnoliids    |
|  |               |

|  | Monocots                                                     |
|  |                                                              |
|  | \| \| Ceratophyllales \| \| \| \| \| \| Eudicots \| \| \| \| |
|  |                                                              |
|  | Ceratophyllales                                              |
|  |                                                              |
|  | Eudicots                                                     |
|  |                                                              |

|  | Ceratophyllales |
|  |                 |
|  | Eudicots        |
|  |                 |

|  | Chloranthales |
|  |               |
|  | Magnoliids    |
|  |               |

|  | Monocots                                                     |
|  |                                                              |
|  | \| \| Ceratophyllales \| \| \| \| \| \| Eudicots \| \| \| \| |
|  |                                                              |
|  | Ceratophyllales                                              |
|  |                                                              |
|  | Eudicots                                                     |
|  |                                                              |

|  | Ceratophyllales |
|  |                 |
|  | Eudicots        |
|  |                 |

|  | Chloranthales |
|  |               |
|  | Magnoliids    |
|  |               |

|  | Monocots                                                     |
|  |                                                              |
|  | \| \| Ceratophyllales \| \| \| \| \| \| Eudicots \| \| \| \| |
|  |                                                              |
|  | Ceratophyllales                                              |
|  |                                                              |
|  | Eudicots                                                     |
|  |                                                              |

|  | Ceratophyllales |
|  |                 |
|  | Eudicots        |
|  |                 |

|  | Chloranthales |
|  |               |
|  | Magnoliids    |
|  |               |

|  | Monocots                                                     |
|  |                                                              |
|  | \| \| Ceratophyllales \| \| \| \| \| \| Eudicots \| \| \| \| |
|  |                                                              |
|  | Ceratophyllales                                              |
|  |                                                              |
|  | Eudicots                                                     |
|  |                                                              |

|  | Ceratophyllales |
|  |                 |
|  | Eudicots        |
|  |                 |

|  | Chloranthales |
|  |               |
|  | Magnoliids    |
|  |               |

|  | Monocots                                                     |
|  |                                                              |
|  | \| \| Ceratophyllales \| \| \| \| \| \| Eudicots \| \| \| \| |
|  |                                                              |
|  | Ceratophyllales                                              |
|  |                                                              |
|  | Eudicots                                                     |
|  |                                                              |

|  | Ceratophyllales |
|  |                 |
|  | Eudicots        |
|  |                 |

|  | Chloranthales |
|  |               |
|  | Magnoliids    |
|  |               |

|  | Monocots                                                     |
|  |                                                              |
|  | \| \| Ceratophyllales \| \| \| \| \| \| Eudicots \| \| \| \| |
|  |                                                              |
|  | Ceratophyllales                                              |
|  |                                                              |
|  | Eudicots                                                     |
|  |                                                              |

|  | Ceratophyllales |
|  |                 |
|  | Eudicots        |
|  |                 |

|  | Chloranthales |
|  |               |
|  | Magnoliids    |
|  |               |

|  | Monocots                                                     |
|  |                                                              |
|  | \| \| Ceratophyllales \| \| \| \| \| \| Eudicots \| \| \| \| |
|  |                                                              |
|  | Ceratophyllales                                              |
|  |                                                              |
|  | Eudicots                                                     |
|  |                                                              |

|  | Ceratophyllales |
|  |                 |
|  | Eudicots        |
|  |                 |

|  | Chloranthales |
|  |               |
|  | Magnoliids    |
|  |               |

|  | Monocots                                                     |
|  |                                                              |
|  | \| \| Ceratophyllales \| \| \| \| \| \| Eudicots \| \| \| \| |
|  |                                                              |
|  | Ceratophyllales                                              |
|  |                                                              |
|  | Eudicots                                                     |
|  |                                                              |

|  | Ceratophyllales |
|  |                 |
|  | Eudicots        |
|  |                 |